# フェンリス (砲艦)
フェンリス (Fenris) はスウェーデンの装甲砲艦。「ガルメル」、「フェルド」に次いで建造された装甲砲艦である。
ストックホルムのベリスンス造船所で建造。1870年起工。1871年6月28日進水。1872年6月竣工。当時存在していた陸軍の王立岩礁砲兵隊に所属し、同隊が1873年に廃止されると海軍に移された。海軍では三等装甲艇に類別された。
アウグスト・ディ・アイリーが設計。基準排水量257トン、全長31.84m、最大幅6.83m、吃水2.31m。または、満載排水量260トン、全長31.93m、垂線間長28.8m、最大幅6.83m、吃水2.31m。
2気筒半トランク機関1基と煙菅缶1基を搭載し、出力43（42）指示馬力で速力6ノット。「ガルメル」同様に人力推進装置が搭載されたが、要員が20名になるなどの差異がある。
主砲は24cmM/69型後装施条砲1門で、前の2隻同様固定されていた。他に、10銃身12mm機銃を一つ搭載した。
装甲厚は水線64mm（39mm）、砲楯前面267mm、側面87mm（側面後面87mm）、甲板19mm（13mm）、司令塔205mm。
1903年解役。同年ないし1905年に売却され、艀となった。